# الکفر
الکفر یک منطقهٔ مسکونی در سوریه است که در استان سویدا واقع شده‌است.

## خصوصیات
الکفر ۷٬۴۵۸ نفر جمعیت دارد و ۱٬۳۶۰ متر بالاتر از سطح دریا واقع شده‌است.